# Primärkasse
Eine Primärkasse (auch primärer Träger; früher RVO-Kasse) ist in Deutschland eine Krankenkasse der gesetzlichen Krankenversicherung, die zu den bei der Gründung der Sozialversicherung durch Otto von Bismarck festgelegten berufsständischen Pflichtversicherungen nach der Reichsversicherungsordnung (RVO) gehörte.
Es existieren folgende Arten von Primärkassen:
- Ortskrankenkassen (AOKs) (§ 143 SGB V)
- Betriebskrankenkassen (BKKs) (§ 144 SGB V)
- Innungskrankenkassen (IKKs) (§ 145 SGB V)
- Landwirtschaftliche Krankenkasse (LKK) (§ 146 SGB V)
- Deutsche Rentenversicherung Knappschaft-Bahn-See (KBS) (§ 147 SGB V)

## Gegenwart
Die Primärkassen bilden heute zusammen mit den Ersatzkassen die gesetzliche Krankenversicherung nach SGB V. Durch das 1996 in Kraft getretene Gesundheitsstrukturgesetz hat der Unterschied zu Ersatzkassen heute für den Versicherten keine Bedeutung mehr, die Krankenkassen stehen seitdem leistungsrechtlich auf einer Ebene.